# Corcal
Philippe Lafon, dit Corcal, né le 7 mars 1961 à Montpellier est un auteur de bande dessinée français.

## Biographie
Il fait ses premières armes dans la revue Psikopat en 1984, notamment avec la série Les Déterrés dont il signe le dessin et le scénario. En 1986, le dessinateur Ptiluc lui propose une collaboration sur la série animée Rat's, qui n'aboutira pas sous cette forme mais devient une série en bande dessinée. Il crée dans Spirou la série Les Dragz (dessinée par O'Groj) en 1995 puis Les Zorilles (dessiné par Deth) en 1996. Avec Hubert Chevillard il crée Les archives de la planète rouge, qui sera successivement publiée par (A SUIVRE), Fluide glacial, Pavillon Rouge et Heavy Metal. En 2001 il crée la collection Mille milliards de monstres chez Glénat. Corcal collabore par la suite avec Deth (Le bois des mystères), Édith (Eugène de Tourcoing-Starec, Le Trio bonaventure), Riff Reb's (Glam et Comet, série où il succède à Enrique Abulí). Il crée également la série Expédition Malopatt pour le mensuel jeunesse Images Doc.
Il s'est établi à Nîmes.

## Ouvrages
- Rat's (avec Ptiluc) 8 volumes parus, éd. Les Humanoïdes Associés, 1993-...
- Les déterrés, éd. du Zébu, 1999
- Le bois des mystères (avec Deth) éd. Casterman, 2000[2]
- Les zorilles (avec Deth), 2 vol., éd. Dupuis, 2000 et 2001
- Les Dragz (avec O'Groj), 3 vol., éd. Dupuis, 2001, 2002, 2003
- Jojo tête à cloques (avec O'Groj), éd. Glénat, 2001 (coll. Mille milliards de monstres)
- Koupkoup coiffeur d'horreurs (avec O'Groj), éd. Glénat, 2001 (coll. Mille milliards de monstres)
- Eugène de Tourcoing-Starec, peintre visionnaire (avec Édith), 2 vol., éd. Casterman, 2001, 2003
- Le Trio Bonaventure (avec Édith), 3 vol., Delcourt, collection « Jeunesse » :

1. La Maison jaune, 2002[3].
2. Le Pays tout en haut, 2005.
3. L'Enfant de sable, 2006[4].

- Bons baisers de Saturne - Glam & Comet t.2 (avec Riff), éd. Albin Michel, 2007
- La Chambre de Lautréamont (avec Édith), éd. Futuropolis, 2012[5]
- Expédition Malopatt, tome 1, Nos amies les braves bêtes, éd. Sarbacane, 2016

## Récompenses
- 2003 :  Prix de l'enseignement 41 pour le Jeune Public pour Le trio Bonnaventure - La Maison jaune (avec Edith)